# Німецький кінний знак

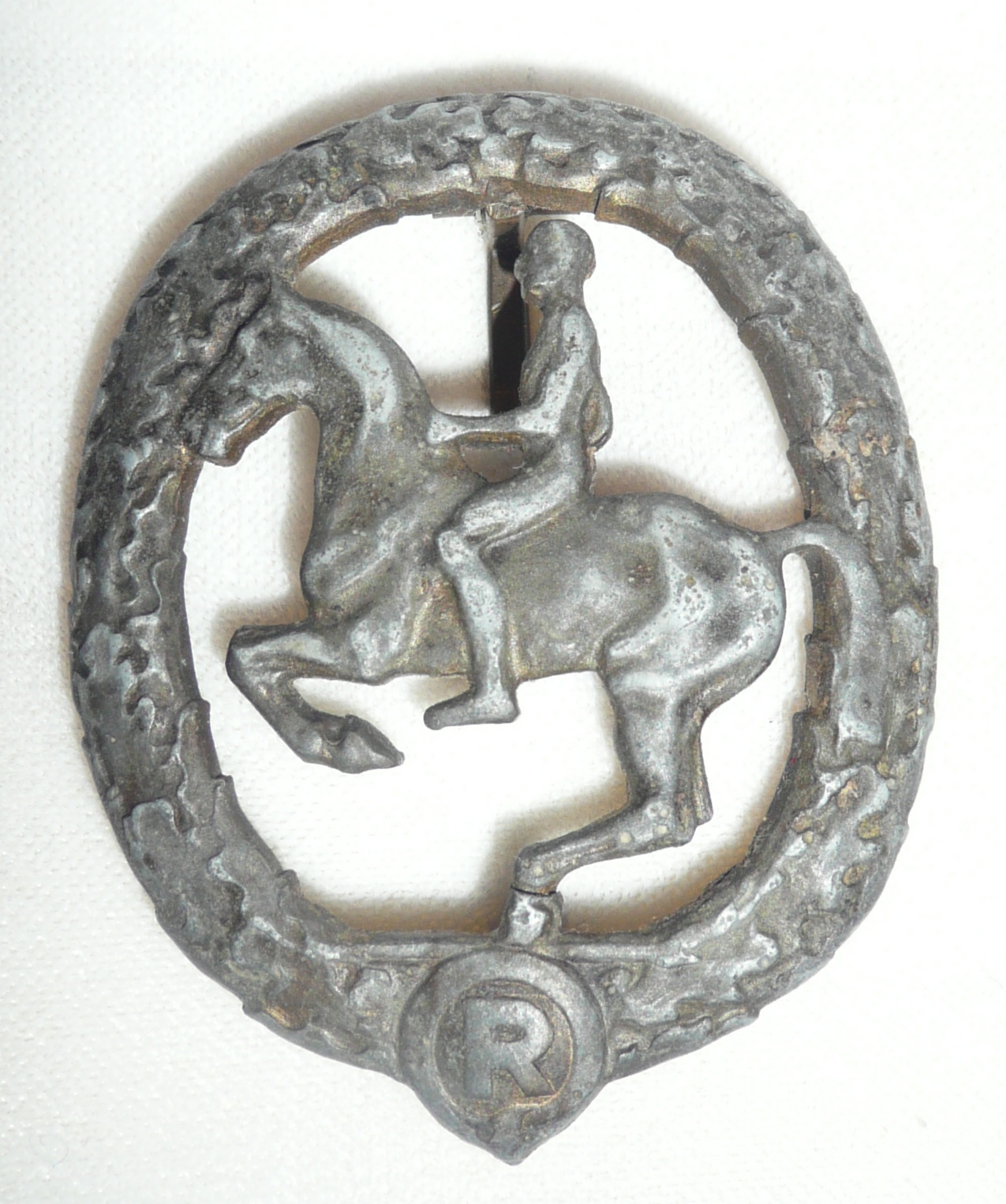
Бронзовий кінний знак зразка 1931 року.

Німецький кінний знак (нім. Deutsches Reiterabzeichen) - спортивна нагорода, заснована 9 квітня 1930 року для нагородження німецьких кінних спортсменів.

## Опис
Знак являє собою круглий вінок із дубового листя, внизу якого коло із ременя з букваю R. Всередині вінка кінь із вершником, який стоїть дибки на горизонтальній поверхні.

## Кінний знак до 2014 року
До 2014 року існували 4 класи знаку:
- Німецький кінний знак 4-го класу (малий кінний знак)
- Німецький кінний знак 3-го класу (бронзовий кінний знак)
- Німецький кінний знак 2-го класу (срібний кінний знак)
- Німецький кінний знак 1-го класу (срібний кінний знак з лавровим вінком)

Для отримання знаку необхідно було виконати випробування (кінні перегони з перешкодами) з певним класом майстерності та оцінкою, для отримання знаку вищих класів (1-го і 2-го) також враховувались успіхи за останні 2 роки.

## Кінний знак після 2014 року
1 січня 2014 року знак отримав 11 класів:
- Кінний знак 10
- Кінний знак 9
- Кінний знак 8
- Кінний знак 7
- Кінний знак 6
- Кінний знак 5 - відповідає старому знаку 4-го класу
- Кінний знак 4 - відповідає старому знаку 3-го класу
- Кінний знак 3
- Кінний знак 2 - відповідає старому знаку 2-го класу
- Кінний знак 1 - відповідає старому знаку 1-го класу
- Золотий кінний знак - вручається тільки за успіхи на турнірах -як в Німеччині, так і за кордоном.

Основна зміна полягає в тому, що тепер знак можна отримати в будь-якому віці.
Знаки нижчих класів (10-6) можуть вручатися в довільному порядку і по декілька разів.